# Szent arkangyalok fatemplom (Karmazinesd)
A karmazinesdi Szent arkangyalok fatemplom műemlékké nyilvánított épület Romániában, Hunyad megyében. A romániai műemlékek jegyzékében a  HD-II-m-A-03286 sorszámon szerepel.